# Dragoș Coman
Dragoș Coman (Bucarest, Rumania, 16 de octubre de 1980) es un nadador rumano retirado especializado en pruebas de estilo libre media distancia, donde consiguió ser medallista de bronce mundial en 2003 en los 400 metros estilo libre.

## Carrera deportiva
En el Campeonato Mundial de Natación de 2003 celebrado en Barcelona ganó la medalla de bronce en los 400 metros estilo libre, con un tiempo de 3:46.87 segundos, tras los nadadores australianos Ian Thorpe (oro con 3:42.58 segundos) y Grant Hackett (plata con 3:45.57 segundos).